# Ahaneit
Ahaneith fue una mujer egipcia que vivía durante la primera dinastía. Fue nombrada en honor a la diosa Neit.
Dyet, un faraón de la primera dinastía, fue enterrado en tumba Z en Umm el-Qaab, y existió una estela (UC 14268) con el nombre de Ahaneit en esa tumba. No se sabe si Ahaneit fue la esposa o miembro de la familia del rey, o quizá de un oficial real.